# The Love of Madge O'Mara
The Love of Madge O'Mara è un cortometraggio muto del 1917 diretto da Colin Campbell.

## Produzione
Il film fu prodotto dalla Selig Polyscope Company.

## Distribuzione
Distribuito dalla General Film Company, il film - un cortometraggio in una bobina - uscì nelle sale cinematografiche statunitensi il 25 agosto 1917.